# Eratosthenes
Eratosthenes, kallad Filologos ("vetenskapsälskaren"), född 276 f.Kr. i Cyrene i dagens Libyen, död 194 f.Kr., var en grekisk vetenskapsman. Sin ryktbarhet har Eratosthenes vunnit företrädesvis som astronom och matematiker. Han verkade även som poet och geograf, vilket samtiden belönade med pentathlos, ett epitet som annars bara gavs till den som fem gånger vunnit i de olympiska spelen. Hans kritiker gav honom dock öknamnet Beta eftersom han alltid verkade vara näst bäst på allt.
Eratosthenes studerade i Aten och kallades av Ptolemaios III Euergetes till föreståndare för biblioteket i Alexandria. Han blev på sin ålderdom blind och ska av sorg över det medvetet svultit sig själv till döds.

## Geografi

Metod för vinkelmätningen vid bestämning av jordens omkrets.

Eratosthenes förnyade geografin, vars namn han myntade i sin bok Geographika. Hans karta över främre Asien var byggd på geografiska studier och mätningar som företagits under Alexanders den stores fälttåg. Det geografiska vetandet om Orienten utvecklades efter Eratosthenes insats först under parterriket.

### Metod för att mäta jordens storlek
Utan tvekan är det främsta skälet till Eratosthenes berömmelse bestämningen av jordens storlek. För detta uppfann och tillämpade han en trigonometrisk metod utöver de redan introducerade begreppen latitud och longitud, för vilket han även förtjänat titeln geodesins fader. Som referens visste han att solen mitt på dagen vid sommarsolståndet stod rakt i zenit i staden Syene (dagens Assuan). Samtidigt kastades en skugga från en obelisk i Alexandria, rakt norr om Syene, som visade att solen stod 7,2 grader från zenit. Eftersom denna vinkel är 1/50 av cirkelns omkrets, så måste jordens omkrets vara 50 gånger större än avståndet mellan Syene och Alexandria. En löpare fick mäta upp detta till drygt 800 kilometer och resultatet blev mycket nära det rätta värdet 40 000 km för hela omkretsen. (Enligt denna första gradmätning skulle jordens omkrets vara 250 000 stadier eller 39 360 km).

## Instrumentbyggare
Eratosthenes har tillskrivits uppfinningen av armillarsfären omkring år 255 f.Kr., vilken kom att användas ända in på 1600-talet. Med dess hjälp blev han den förste, som genom observationer lyckades finna ekliptikans oblikvitet, som han beräknade till 23° 51' 20".

## Matematik
Inom matematiken angav Eratosthenes ett sätt att lösa det ryktbara deliska problemet samt en metod för att bestämma primtalen, kallad Eratosthenes såll.

## Utmärkelser
Nedslagskratern Eratosthenes på månen och asteroiden 3251 Eratosthenes är uppkallade efter honom.